# Enfants d'hiver
Albums de Jane Birkin
Fictions
(2006) Birkin/Gainsbourg : le symphonique
(2017)
Enfants d'hiver est un album de Jane Birkin sorti en 2008.
C'est le premier album dont elle ait écrit les paroles (en français). Dans plusieurs chansons, elle revient sur son enfance, en particulier ses vacances sur l'île de Wight avec ses parents Judy Campbell et David Birkin, son frère Andrew et sa sœur Linda.
Elle rend hommage à la personnalité politique birmane Aung San Suu Kyi, prix Nobel de la paix en détention, qu'elle soutient depuis des années,.

## Titres
| No  | Titre                         | Auteur                                     | Durée |
| --- | ----------------------------- | ------------------------------------------ | ----- |
| 1.  | Prends cette main             | Jane Birkin/Phil Baron                     |       |
| 2.  | Période bleue                 | Jane Birkin/Alain Souchon - Pierre Souchon |       |
| 3.  | A la grâce de toi             | Jane Birkin/Pierre-Michel Sivadier         |       |
| 4.  | Madame                        | Jane Birkin/Franck Eulry                   |       |
| 5.  | Oh comment ça va ?            | Jane Birkin/Bertrand Louis Perrin          |       |
| 6.  | Maison étoilée                | Jane Birkin/Nicolas Richard                |       |
| 7.  | 14 février                    | Jane Birkin/Annika Grill - Édith Fambuena  |       |
| 8.  | Enfants d'hiver               | Jane Birkin/Hawksley Workman               |       |
| 9.  | Il fait nuit                  | Jane Birkin/Pascal Rodde                   |       |
| 10. | Pourquoi                      | Jane Birkin/Alain Lanty                    |       |
| 11. | Aung San Suu Kyi              | Jane Birkin/Franck Eulry                   |       |
| 12. | Je suis au bord de ta fenêtre | Jane Birkin/Nicolas Richard                |       |